# Cuartango
Cuartango (oficialmente en euskera: Kuartango) es un municipio español de la provincia de Álava, en la comunidad autónoma del País Vasco.

## Toponimia
El historiador y etnógrafo Julio Caro Baroja relaciona el topónimo Cuartango con Quartanicum, alegando que el valle pudo haber sido utilizado como campamento militar romano durante la guerra contra los cántabros por la Legión IV Macedónica, cuyos soldados recibían el apelativo de quartani, según recoge el historiador romano Tácito.
Se sabe que dicha legión estuvo posteriormente asentada en las proximidades de Reinosa, pero Baroja planteó la hipótesis de que en el transcurso de las guerras cántabras su campamento original hubiera estado mucho más al este y fuera del territorio cántabro, desde donde se pudiera haber acometido un movimiento hacia el oeste en el transcurso de las operaciones.
Numerosos hallazgos arqueológicos prueban una profunda huella romana en el valle, cuya toponimia recoge varios casos de formas derivadas de nombres propios de origen latino seguidos de la desinencia -ano, del latín -anum: Apricano, Arriano, Catadiano, Jocano, Sendadiano. Se trata de un fenómeno muy extendido tanto en Álava como en Navarra, que Caro Baroja artibuye a posesiones rústicas o fundi romanos, siendo el nombre de su propietario original el que se mantenía en el nombre de la población. Como hipótesis para los casos de Cuartango, sugería que el valle pudiera haber acogido a veteranos quartani de las guerras cántabras llamados Aper, Arrius o Catedius.
En 1997, en el curso medio del valle de Cuartango, se encontraron restos arqueológicos de un campamento romano y de vestigios de una batalla entre legionarios romanos y tribus de origen celtíbero a la que se denominó batalla de Andagoste. Se han datado hacia el año 38 a. C., por lo que antecederían en algo más de una década el inicio de las guerras cántabras y sería uno de los pocos hallazgos que indicarían que la romanización de esta zona no fue pacífica, como hasta ahora se pensaba.
Segúan otra hipótesis, el topónimo Cuartango estaría compuesto por las formas vascas ugarte y ango (Ugarteango), siendo ugarte 'entre aguas' --en referencia a los dos ríos que atraviesan el valle (el Bayas y el Vadillo)-- y ango o angio que significa 'dehesa' o 'pastizal', y también 'hondonada'. Por tanto sería 'hondonada o dehesa entre aguas o ríos'. Pero el tránsito fonético de ugart- hacia cuart-, con sordificación inicial de la oclusiva tras trasposición de la vocal cerrada, es totalmente anómalo e inédito tanto desde la perspectiva de una evolución romance como vasca del topónimo.
El nombre del valle se ha escrito tradicionalmente como Cuartango, aunque no siempre ha sido así. En 1025 Cuartango apareció mencionado por primera vez en un texto escrito, en la Reja de San Millán, y lo hizo bajo el nombre de Quartanigo.
Ya en época contemporánea, la Real Academia de la Lengua Vasca decidió que la forma escrita normativa del topónimo en euskera debía ser Kuartango y el propio ayuntamiento del valle decidió oficializar ese nombre. Desde 1997 la única denominación oficial del municipio es la vasca, es decir Kuartango.

## Geografía
Se encuentra en la parte occidental de la provincia de Álava, siendo además el más septentrional de los municipios que pertenecen a la comarca de los Valles Alaveses y a la Cuadrilla de Añana.
Se trata de un ancho valle encajonado entre sierras y recorrido por dos ríos, el Bayas, que lo atraviesa de norte a sur y el Vadillo, afluente del Bayas que discurre de oeste a este, 580 m.
Por el norte cierran el valle las sierras de Guillarte y de Gibijo, con alturas que oscilan entre los 700 y los 900 metros, destacando el pico Marinda de 986 metros de altura.
La sierra de Badaya cierra el valle por su parte oriental separando Cuartango de la Llanada Alavesa. El punto más alto de la misma es el pico de Oteros, de 1042 m de altura.
Por el sur, cierra el valle la sierra de Arcamo, que alcanza los 1171 m en el pico de la Cruceta.
Entre las sierras de Arcamo y de Badaya, el río Bayas se abre paso creando un desfiladero que recibe el nombre de Portillo de Techa y que pone en comunicación Cuartango con los valles situados más al sur. El portillo de Techa ha sido en el pasado una barrera natural que ha marcado el límite entre áreas culturales diferenciadas.
La capital del municipio Zuazo de Cuartango está a 27 km de distancia de Vitoria.

## Historia
El valle de Cuartango fue durante la Edad Media posesión de la poderosa Casa de Ayala. Cuando el conde de Salvatierra perteneciente a esta casa fue derrotado en la Guerra de las Comunidades, el valle pasó a ser de realengo. Se creó entonces la Hermandad de Cuartango, que agrupaba a las aldeas del valle y que se integró en 1463 en la Hermandad Alavesa. En el siglo XIX la hermandad se convirtió en municipio.
Hacia mediados del siglo XIX, el ayuntamiento tenía contabilizada una población de 1328 habitantes. Aparece descrito en el séptimo volumen del Diccionario geográfico-estadístico-histórico de España y sus posesiones de Ultramar de Pascual Madoz con las siguientes palabras:

CUARTANGO: ayunt. y valle en la prov. de Alava, part. jud. de Añana, c. g. de las Provincias Vascongadas, aud. terr. de Burgos y dióc. de Calahorra: se compone de 20 l. que son: Anda, Andágoya, Apricano, Archua, Arriano, Catadiano, Echavarri, Guillarte, Inurrita, Jocano, Luna, Marinda, Sendadiano, cap., Santa Eulalia, Tortura, Villamanaca, Urbina de Basabe, Urbina de Eza, Ullibarri y Zuazo; cada uno de los cuales tiene su respectiva parr. con beneficiado. sit. al estremo O. de la prov. con clima templado. En Sendadiano tiene el ayunt. alquilada por 100 rs. una sala de la cas. de D. Antonio Marinda, donde celebra sus sesiones: para cárcel sirve la casa del alguacil. Confina el térm. N. con el de Zuya; E. el de Mendoza; S. el de Subijana, y O. el de Foronda y Lacozmonte, y el part. de Villarcayo (prov. de Burgos); estendiéndose 2 leg. de N. á S., y la misma dist. de E. á O.: lo atraviesa y baña el r. Bayas que fertiliza todo el terreno, el cual es de mediana calidad. Los caminos son vecinales: el correo se recibe de Orduña. prod.: trigo, cebada, avena, alholba, legumbres, patatas y poco maiz: cria ganado de todas clases, caza de liebres, perdices, sordas, anades, zorros, lobos y jabalíes; y pesca de truchas, anguilas, barbos, loinas, zapardas, cangrejos y barbos. pobl.: 300 vec., 1,328 alm. contr. (V. Alava intendencia). presupuesto municipal: 5,000 rs., que se cubren con la sisa del vino, y el déficit por reparto vecinal. La herm. de este nombre perteneciente á la cuadrilla de Zuya, constaba de los mismos l. que el actual ayunt., y se gobernaba por 2 alc. ordinarios con igual jurisd., uno del estado noble, que celebraba sus juntas y elecciones en la ermita de San Vitores; y otro del estado llano, que las tenia en la de San Juan de los Olmos: cada estado nombraba su procurador provincial, pero los 2 formaban un solo voto en las juntas de prov., y ademas 2 alc. de hermandad.
(Madoz, 1847, p. 189)

## Demografía
Cuartango cuenta con una población de 408 habitantes (INE 2024).
| Gráfica de evolución demográfica de Cuartango entre 1842 y 2021 |
| |
| Población de derecho según los censos de población del INE Población de hecho según los censos de población del INEEn estos censos se denominaba Cuartango: 1842, 1857, 1860, 1877, 1887, 1897, 1900, 1910, 1920, 1930, 1940, 1950, 1960, 1970, 1981 y 1991 |

| Gráfica de evolución demográfica de Cuartango entre 1988 y 2020 |
|                                                                 |

## Administración y política

### Gobierno municipal
| Partido político                                              | 2019  | 2019       | 2015  | 2015       | 2011  | 2011       | 2007  | 2007       | 2003  | 2003       | 1999  | 1999       | 1995  | 1995       |
| Partido político                                              | %     | Concejales | %     | Concejales | %     | Concejales | %     | Concejales | %     | Concejales | %     | Concejales | %     | Concejales |
| Euzko Alderdi Jeltzalea-Partido Nacionalista Vasco (EAJ-PNV)  | 42,74 | 3          | 60,83 | 5          | 43,15 | 3          | 80,03 | 6          | 81,65 | 6          | 59,38 | 4          | 62,75 | 5          |
| Euskal Herria Bildu (EH Bildu)-Bildu                          | 42,74 | 3          | 25,83 | 2          | 37,76 | 3          | —     | —          | —     | —          | —     | —          | —     | —          |
| Partido Popular del País Vasco (PP)                           | 11,29 | 1          | 10,42 | 0          | 14,52 | 1          | 12,63 | 1          | 13,76 | 1          | 12,89 | 1          | —     | —          |
| Partido Socialista de Euskadi-Euskadiko Ezkerra (PSE-EE PSOE) | 2,02  | 0          | —     | —          | 2,07  | 0          | 4,04  | 0          | 1,38  | 0          | —     | —          | —     | —          |
| Ezker Batua-Berdeak (EB-B)                                    | —     | —          | —     | —          | —     | —          | —     | —          | 1,38  | 0          | —     | —          | —     | —          |
| Unidad Alavesa (UA)                                           | —     | —          | —     | —          | —     | —          | —     | —          | 0,00  | 0          | 1,56  | 0          | 14,17 | 1          |
| Euskal Herritarrok (EH)-Herri Batasuna (HB)                   | —     | —          | —     | —          | —     | —          | —     | —          | —     | —          | 25,39 | 2          | 23,08 | 1          |

### Organización territorial

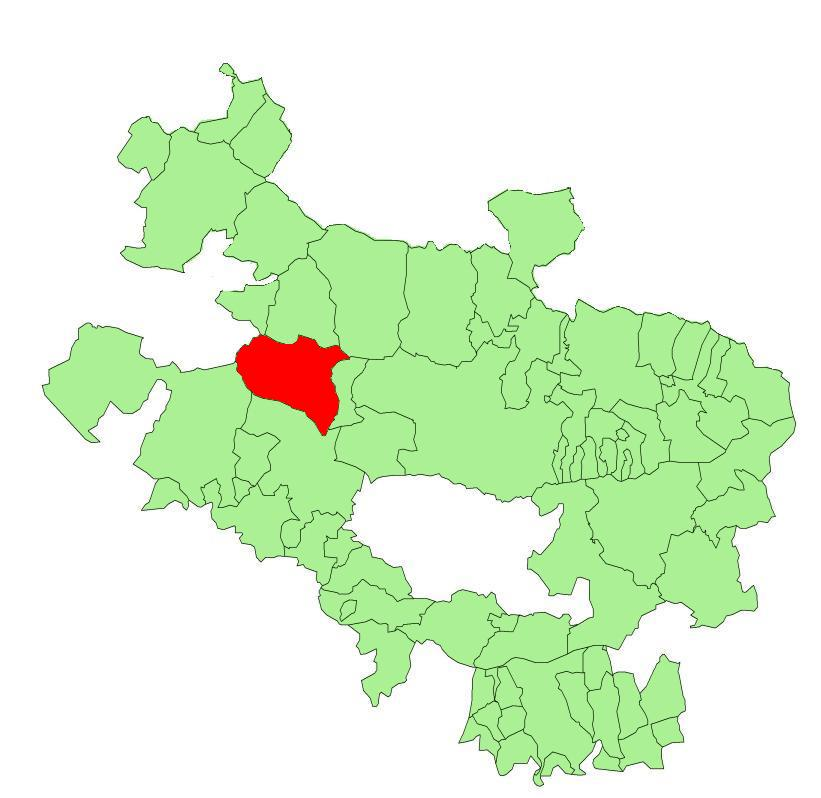
Extensión del municipio en la provincia de Álava

El municipio está compuesto por una veintena de pueblos. Tan solo la capital, Zuazo de Cuartango, que sobrepasa los 150 habitantes tiene cierto peso, ya que ninguno de los restantes pueblos supera los 40 habitantes. Algunos están ya deshabitados o a punto de quedar despoblados. En cuanto al estatus jurídico de los pueblos, existen 10 concejos en el municipio, que son gestionados por juntas administrativas que tienen jurisdicción sobre determinados asuntos como los terrenos comunes del concejo. Algunos de los concejos incluyen varios pueblos.

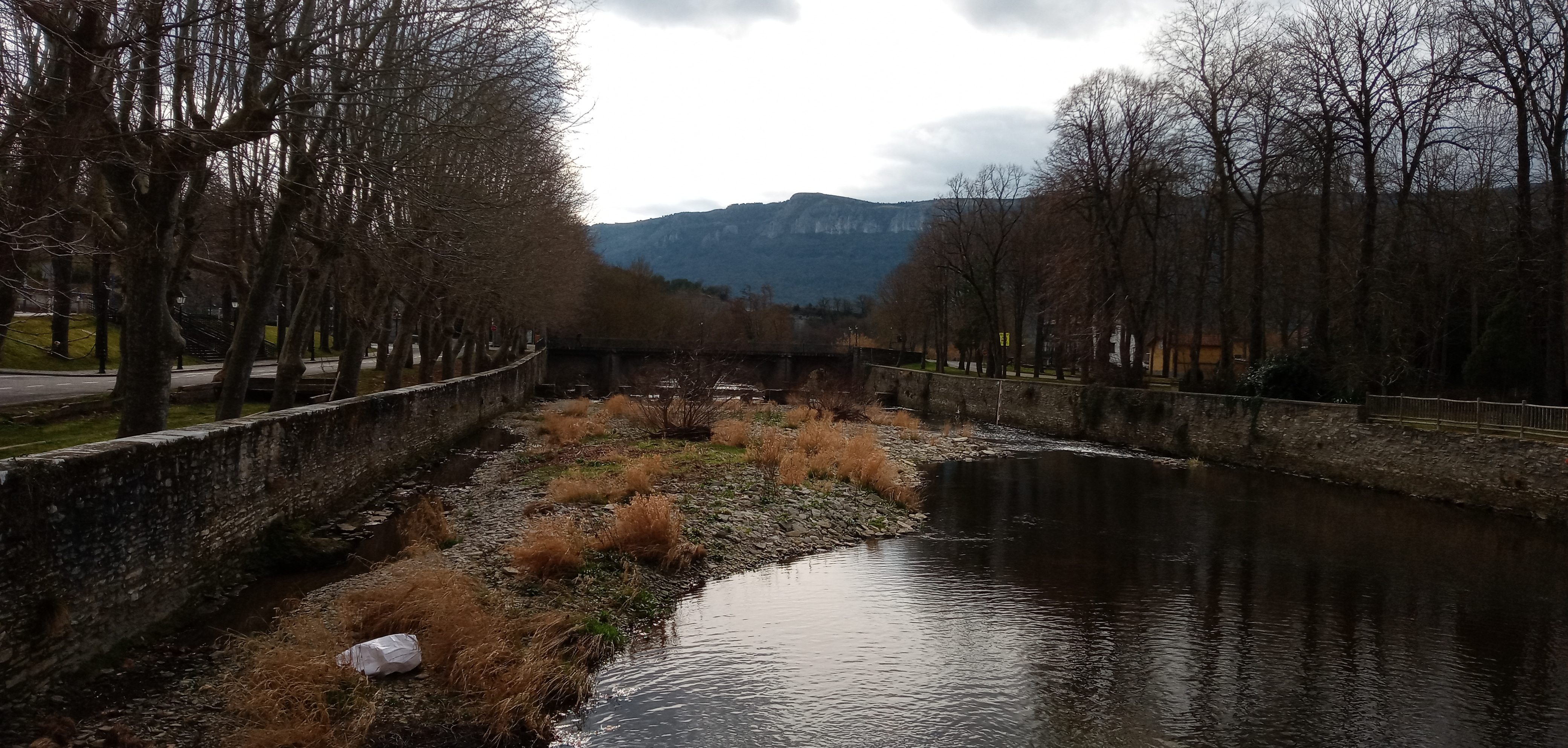
El río Bayas a su paso por Zuazo de Cuartango, la capital del municipio

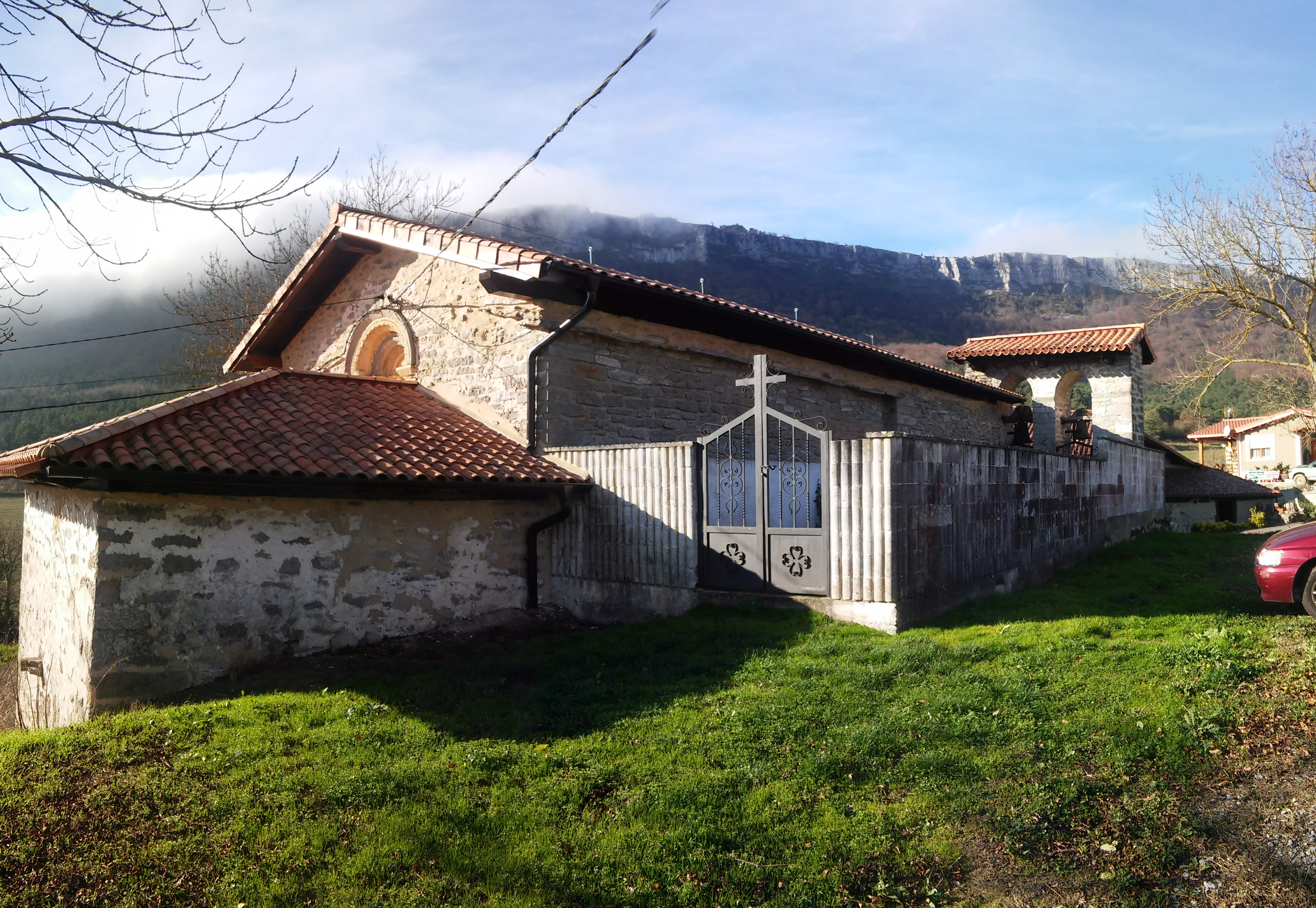
Arriano

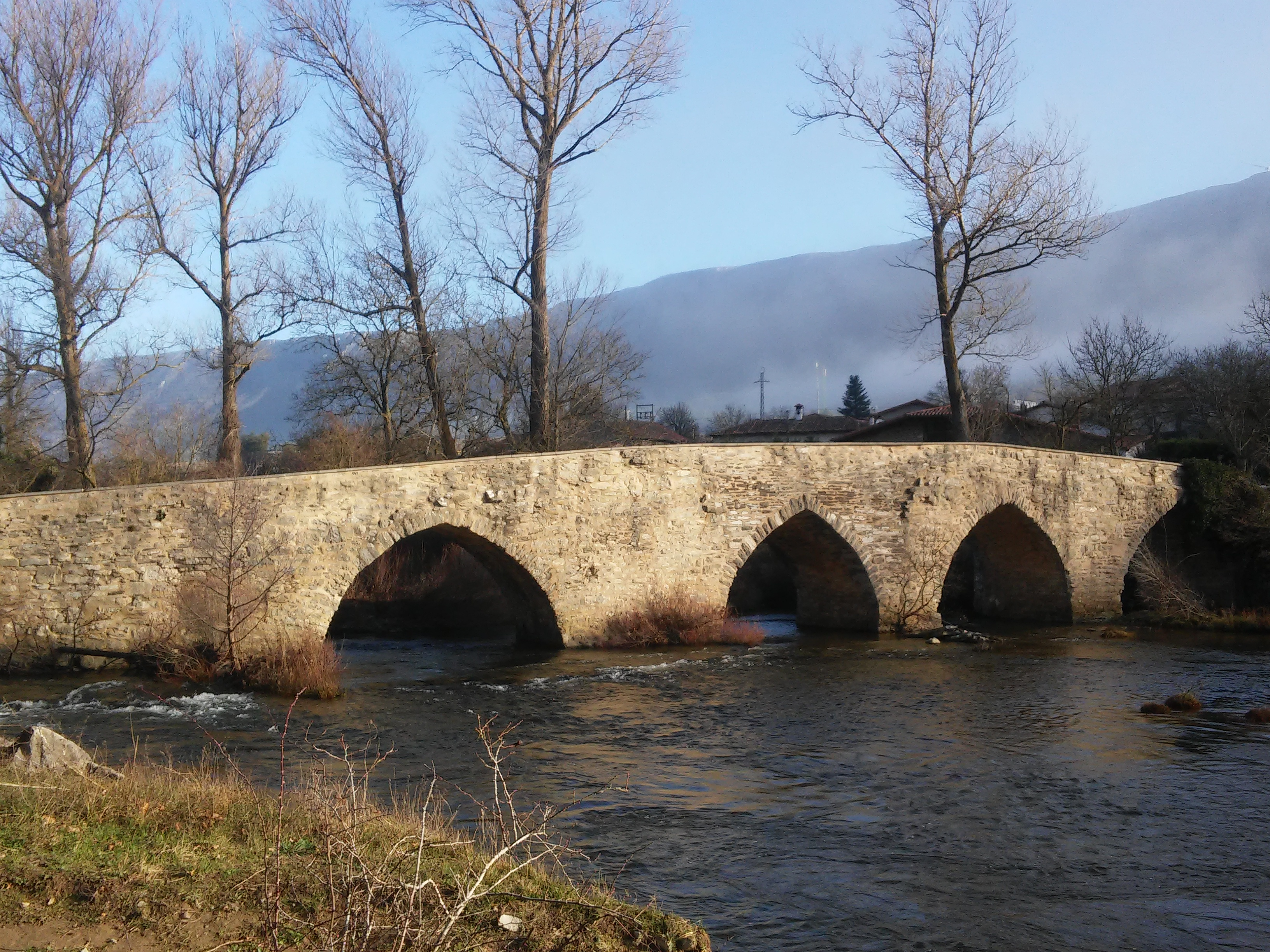
Puente de Apricano

| Concejo                | Nombre oficial          | 2000 | 2005 | 2010 | 2015 | 2020 |
| ---------------------- | ----------------------- | ---- | ---- | ---- | ---- | ---- |
| Anda                   | Anda                    |      |      |      |      |      |
| Anda                   | Anda                    | 28   | 23   | 27   | 28   | 31   |
| Andagoya               | Andagoia                | 31   | 25   | 18   | 22   | 22   |
| Catadiano              | Katadiano               | 4    | 4    | 4    | 1    | 4    |
| Apricano               | Aprikano                | 22   | 16   | 19   | 17   | 18   |
| Echávarri de Cuartango | Etxabarri-Kuartango     |      |      |      |      |      |
| Echávarri de Cuartango | Etxabarri-Kuartango     | 20   | 23   | 18   | 18   | 18   |
| Tortura                | Tortura                 | 3    | 7    | 3    | 2    | 1    |
| Jocano                 | Jokano                  | 34   | 35   | 35   | 36   | 32   |
| Luna                   | Luna                    |      |      |      |      |      |
| Archúa                 | Artxua/Archúa           | 10   | 10   | 11   | 8    | 7    |
| Arriano                | Arriano                 | 14   | 9    | 8    | 7    | 10   |
| Guillarte              | Guillarte/Gibilloarrate | 8    | 8    | 6    | 6    | 5    |
| Luna                   | Luna                    | 19   | 14   | 12   | 11   | 9    |
| Marinda                | Marinda                 |      |      |      |      |      |
| Iñurrieta              | Iñurrieta               | 1    | 1    | 1    | 1    | 1    |
| Marinda                | Marinda                 | 1    | 1    | 1    | 1    | 1    |
| Santa Eulalia          | Santa Eulalia           | 23   | 21   | 15   | 11   | 11   |
| Urbina de Basabe       | Urbina de Basabe        | 1    | 2    | 2    | 2    | 2    |
| Villamanca             | Villamanca              | 9    | 9    | 10   | 10   | 11   |
| Sendadiano             | Sendadiano              | 28   | 19   | 20   | 18   | 18   |
| Ullívarri Cuartango    | Uribarri Kuartango      | 7    | 7    | 12   | 12   | 8    |
| Urbina de Eza          | Urbina Eza              | 14   | 16   | 16   | 15   | 18   |
| Zuazo de Cuartango     | Zuhatzu Kuartango       | 97   | 106  | 117  | 136  | 159  |
| Total                  | Total                   | 374  | 356  | 355  | 362  | 385  |

## Fiestas
- Romería de San Antón: es una fiesta recuperada a finales de la década de 1990 en la que participaban los pueblos de Marinda, Anda y Luna. Se celebra en la ermita de San Antonio el sábado anterior al 17 de enero.

- La Trinidad de Cuartango: su ermita se encuentra en la confluencia de las sierras de Guibijo y de Guillarte. Antaño se celebraba su fiesta en tres domingos consecutivos, que tenían diferentes celebraciones. Actualmente la fiesta se concentra en un único domingo que suele ser el primero de junio. La fiesta comienza con una misa de acción de gracias y más tarde se baila la tradicional Danza de la Trinidad y se levanta un castillo humano, similar a los que se hacen en Cataluña.
- Romería de Eskolunbe (Katadiano). La Virgen de Eskolunbe es la patrona del valle. Su romería se celebra el último domingo de agosto en el Santuario de Santa María de Eskolunbe, del siglo XVI, y la campa anexa.